# Raiko Gohara
Raiko Gohara (* 11. Juni 2003 in England) ist ein britischer Schauspieler.

## Leben und Karriere
Vor seinem Durchbruch im Fernsehen trat Gohara auch auf der Bühne auf. Er spielte eine Rolle im Musical Allegiance am Londoner West End. Außerdem spielte er 2016 in dem Kurzfilm Get Lost mit. Unter anderem war Gohara 2022 in einer Folge in Red Rose zu sehen. 2024 bekam er in der Serie A Good Girl’s Guide to Murder eine Hauptrolle. In der deutschen Fassung wird er von Jan Küch synchronisiert.
Neben seiner Schauspielkarriere ist Gohara auch als Model und Influencer aktiv.

## Filmografie
- 2016: Get Lost (Kurzfilm)
- 2022: Red Rose (Fernsehserie, 1 Episode)
- 2024: A Good Girl’s Guide to Murder (Fernsehserie)